# 京都府幼稚園一覧
京都府幼稚園一覧（きょうとふようちえんいちらん）は、京都府の幼稚園の一覧。

## 国立幼稚園
- 京都教育大学附属幼稚園

## 公立幼稚園

### 京都市

#### 北区
- 京都市立上賀茂幼稚園

#### 上京区
- 京都市立京極幼稚園
- 京都市立みつば幼稚園
- 京都市立待賢幼稚園
- 京都市立乾隆幼稚園
- 京都市立翔鸞幼稚園

#### 中京区
- 京都市立中京もえぎ幼稚園

#### 下京区
- 京都市立開智幼稚園
- 京都市立楊梅幼稚園

#### 左京区
- 京都市立明徳幼稚園

#### 東山区
- 京都市立貞教幼稚園

#### 右京区
- 京都市立西院幼稚園

#### 伏見区
- 京都市立深草幼稚園
- 京都市立竹田幼稚園
- 京都市立伏見板橋幼稚園
- 京都市立伏見南浜幼稚園
- 京都市立伏見住吉幼稚園

### 宇治市
- 宇治市立木幡幼稚園
- 宇治市立神明幼稚園
- 宇治市立大久保幼稚園
- 宇治市立東宇治幼稚園

### 城陽市
- 城陽市立深谷幼稚園
- 城陽市立富野幼稚園

### 八幡市
- 八幡市立八幡幼稚園
- 八幡市立八幡第二幼稚園
- 八幡市立八幡第三幼稚園
- 八幡市立八幡第四幼稚園
- 八幡市立橋本幼稚園
- 八幡市立有都幼稚園

### 京田辺市
- 京田辺市立大住幼稚園
- 京田辺市立田辺幼稚園
- 京田辺市立田辺東幼稚園
- 京田辺市立薪幼稚園
- 京田辺市立草内幼稚園
- 京田辺市立三山木幼稚園
- 京田辺市立普賢寺幼稚園
- 京田辺市立松井ケ丘幼稚園

### 久世郡
- 久御山町立御牧小学校附属幼稚園
- 久御山町立佐山小学校附属幼稚園
- 久御山町立東角小学校附属幼稚園

### 木津川市
- 木津川市立相楽幼稚園
- 木津川市立木津幼稚園
- 木津川市立高の原幼稚園

### 亀岡市
- 亀岡市立亀岡幼稚園
- 亀岡市立一の宮幼稚園
- 亀岡市立第二亀岡幼稚園

### 南丹市
- 南丹市立園部幼稚園
- 南丹市立八木中央幼稚園

### 船井郡
- 京丹波町立須知幼稚園

### 福知山市
- 福知山市立福知山幼稚園
- 福知山市立昭和幼稚園
- 福知山市立成仁幼稚園

### 舞鶴市
- 舞鶴市立舞鶴幼稚園(2019年3月31日閉園)

### 綾部市
- 綾部市立綾部幼稚園
- 綾部市立西八田幼稚園
- 綾部市立東八田幼稚園

### 宮津市
- 宮津市立宮津幼稚園
- 宮津市立栗田幼稚園
- 宮津市立由良幼稚園

### 京丹後市
- 京丹後市立峰山幼稚園
- 京丹後市立網野幼稚園

### 与謝郡
- 与謝野町立岩滝幼稚園
- 与謝野町立三河内幼稚園

## 私立幼稚園

### 京都市

#### 北区
- 明幼稚園
- 今宮幼稚園
- 衣笠幼稚園
- 錦綾幼稚園
- 紫明幼稚園
- とうりん幼稚園
- 復活幼稚園
- 紫野幼稚園

#### 上京区
- あぐい幼稚園
- 北野幼稚園
- 京和幼稚園
- 浄福寺幼稚園
- 聖ドミニコ学院京都幼稚園
- 寺之内幼稚園
- 同志社幼稚園
- ひまわり幼稚園

#### 中京区
- 京都カトリック信愛幼稚園
- 光明幼稚園
- 聖三一幼稚園
- 洛陽幼稚園

#### 下京区
- アソカ幼稚園
- 高倉幼稚園
- ときわ幼稚園
- 七条幼稚園
- 八条幼稚園
- 本願寺中央幼稚園
- 松原幼稚園
- 龍谷幼稚園

#### 南区
- くるみ幼稚園
- 光徳幼稚園
- 陶化幼稚園

#### 左京区
- 岩倉幼稚園
- 永観堂幼稚園
- 鴨東幼稚園
- 菊の花幼稚園
- 北白川幼稚園
- くろたに幼稚園
- コドモのイエ幼稚園
- こども芸術大学
- 下鴨幼稚園
- 洛北せいか幼稚園
- 聖光幼稚園
- 聖マリア幼稚園
- 善導幼稚園
- 相愛幼稚園
- ふたば幼稚園
- マクリン幼稚園
- 吉田幼稚園

#### 東山区
- 慧日幼稚園
- 華頂短期大学附属幼稚園
- 京都幼稚園
- 泉山幼稚園

#### 山科区
- アヴェ・マリア幼稚園
- いずみ幼稚園
- 清水台幼稚園
- すみれ幼稚園
- 其枝幼稚園
- 寺西幼稚園
- 南殿幼稚園
- 東山幼稚園
- 山科幼稚園
- 洛東幼稚園

#### 右京区
- 太秦幼稚園
- 栄光幼稚園
- 御室幼稚園
- 春日幼稚園
- 光華幼稚園
- 嵯峨幼稚園
- さがの幼稚園
- 自然幼稚園
- 天授ヶ岡幼稚園
- 西京極幼稚園
- 佛教大学附属幼稚園
- 夢窓幼稚園
- 安井幼稚園

#### 西京区
- うぐいす幼稚園
- うぐいす第二幼稚園
- 大原野幼稚園
- 川西幼稚園
- 京都三ノ宮幼稚園
- 桂陽幼稚園
- さかいだに幼稚園
- 竹の里幼稚園
- さくら幼稚園
- 西山幼稚園
- 葉室幼稚園
- 松尾幼稚園
- 洛西せいか幼稚園
- 洛西花園幼稚園

#### 伏見区
- 石田幼稚園
- 小野幼稚園
- かもがわ幼稚園
- さつき幼稚園
- 砂川幼稚園
- 京都聖母学院幼稚園
- ふじのき幼稚園
- 向島幼稚園
- 睦美幼稚園
- 桃山幼稚園
- 洛陽第二幼稚園

### 福知山市
- 福知山聖マリア幼稚園

### 舞鶴市
- 朝日幼稚園
- 倉梯幼稚園
- シオン幼稚園
- 志楽幼稚園
- 橘幼稚園
- 中舞鶴幼稚園
- 東舞鶴幼稚園(廃園)
- ひばり幼稚園
- 舞鶴聖母幼稚園
- 三鶴幼稚園
- 池内幼稚園
- 森の子ら幼稚園
- 朝来幼稚園

### 宇治市
- 宇治幼稚園
- 大谷幼稚園
- 小倉幼稚園
- かおり幼稚園
- こざくら幼稚園
- 西小倉幼稚園
- 広野幼稚園
- 堀池幼稚園
- みのり幼稚園
- 宇治教会附属愛児園

### 宮津市
- 宮津暁星幼稚園

### 亀岡市
- 篠村幼稚園
- 千代川幼稚園
- ひかり幼稚園
- 安町幼稚園

### 城陽市
- 青谷聖家族幼稚園
- 京都文教短期大学附属家政城陽幼稚園
- 佐伯幼稚園
- しらとり幼稚園
- 平川幼稚園
- 芽生え幼稚園

### 向日市
- 向陽幼稚園
- 成安幼稚園
- まこと幼稚園

### 長岡京市
- あかね幼稚園
- 一里塚幼稚園
- 長岡カトリック幼稚園
- むらさき幼稚園

### 八幡市
- 早苗幼稚園
- なるみ幼稚園
- 歩学園幼稚園

### 京田辺市
- 聖愛幼稚園
- そよかぜ幼稚園

### 南丹市
- 聖家族幼稚園

### 木津川市
- みかのはら幼稚園

### 乙訓郡
京都がくえん幼稚園

### 綴喜郡
- うぐいす宇治田原幼稚園

### 相楽郡
- 精華聖マリア幼稚園
- 星の光幼稚園
- 光が丘幼稚園

### 与謝郡
- 加悦聖三一幼稚園